# 筒井結愛
筒井 結愛（つつい ゆあ、2004年（平成16年）1月18日 - ）は、日本のファッションモデル、歌手。愛知県出身。ガールズグループ・Veilの元メンバー。VINEYARD所属。

## 略歴
小学校3年生のころからモデルを夢み、それから何度もオーディションを受けていたが、小学生6年生になってオーディションの決勝に進めるようになる。
2015年10月25日、国立代々木競技場第一体育館で開催された「JuniAward」にガルマーモデルとして出演するとともに、読者モデルとしてニコプチガールズランウェイでウォーキングする姿がニコ☆プチに掲載される。
Popteenレギュラーモデルとして、AbemaTV配信のリアリティーショー「Popteenカバーガール戦争」で専属モデル昇格を競い、2019年2月22日配信の最終回で、Popteen専属モデル昇格が発表される。
2023年5月4日、4月30日をもってエイジアプロモーションを退所したことを発表。
2023年8月1日、VINEYARDに所属したことを発表。

### Popteen専属モデルへの道
- 2017年7月、Popteen専属モデルオーディション中学生部門準決勝（SHOWROOM枠+シード枠）22位[8]。
- 2018年10月1日発売Popteen2018年11月号よりレギュラーモデル2期生となる[9]。
- 2018年11月、AbemaTVでPopteenレギュラーモデルが専属モデル昇格を争うリアリティーショー「Popteenカバーガール戦争」の配信開始[10]。第2回配信では、同番組の主題歌仮谷せいらの「Colorful World」とともに流れるオープニングムービーのセンターポジションを持ち前のダンススキルで得るまでの様子が明らかになる[11]。
- 2019年2月、「Popteenカバーガール戦争」最終回で筒井結愛と古田愛理のPopteen専属モデル昇格が発表される[5]。

- 2020年後半からはガールズユニット｢MAGICOUR｣のメンバーとしても活躍する。
- 2021年8月25日、8月31日でPopteenを卒業することを発表する[12]。

## 人物
- 「ちょい悪ストリート」系をファッションテーマとしている[13]が、現在はピープス系ファッションをテーマとしている。好きな色は黒[動画 1]。
- 愛称「ゆあてぃー」は、Popteen専属モデルの中野恵那（ちゃんえな）が付けた渾名が元になっている[14]。
- 弟が1人いる[動画 1]。

### 交友関係
- ラストアイドルセカンドユニット「Love Cocchi」の大森莉緒は幼なじみで、映画「君の名は。」を見に行くなど交友がある[15]。
- Popteen内で仲が良いのは古田愛理と福山絢水。特に1歳上の古田とはPopteenモデルになる前からの仲である[動画 2]。

## 出演

### ネット番組
- Popteenカバーガール戦争（2018年11月-2019年2月、AbemaTV）[5][13][10]
- GIRLS HERO（2023年10月25日-11月1日、AbemaTV）[16]

### ミュージックビデオ
- Kamin「Help!」（アルバム『トレンド』所収、2019年） - 川谷花音と共演[動画 3]

## 書籍

### 雑誌
- Popteen（2019年5月号 - 、角川春樹事務所） - 専属モデル[1]

### 動画
1. 1 2 3  【自己紹介】YouTubeはじめました! 挨拶募集します🥺🖤【ゆあてぃー】 - YouTube（2019年8月29日）2022年6月24日閲覧。
2. ↑  【ゆあてぃー】恋愛観&黒歴史を大暴露! モデル筒井結愛 徹底解剖!!【オルガン坂生徒会】 - YouTube（DHCテレビジョン・2021年4月21日）2022年6月24日閲覧。
3. ↑  Kamin 『Help!』筒井結愛・川谷花音出演MV★配信限定EP「トレンド」収録曲 - YouTube 2022年6月24日閲覧。